# Taça de Portugal 2009-2010
La Taça de Portugal 2009-2010 è stata la 70ª edizione del torneo. È iniziata il 29 agosto 2009 e si è conclusa il 16 maggio 2010. Il Porto ha vinto il trofeo battendo in finale il Chaves.

## Quarto turno
| Squadra 1       | Risultato        | Squadra 2         |
| --------------- | ---------------- | ----------------- |
| Valenciano      | 0 – 1            | Belenenses        |
| Oeiras          | 1 – 2            | Pinhalnovense     |
| Camacha         | 1 – 0            | Vigor Mocidade    |
| Naval           | 3 – 2 (dts)      | Gil Vicente       |
| Mafra           | 1 – 1 (3-2 dtr)  | União Madeira     |
| Aliados Lordelo | 1 – 0            | Leixões           |
| Oliveirense     | 0 – 2            | Porto             |
| Braga           | 3 – 0            | Vitória Setúbal   |
| Chaves          | 2 – 0            | União Serra       |
| Académica       | 1 – 2 (dts)      | Beira-Mar         |
| Benfica         | 0 – 1            | Vitória Guimarães |
| Tirsense        | 0 – 0 (9-10 dtr) | Paços Ferreira    |
| Nacional        | 0 – 0 (4-3 dtr)  | Fátima            |
| Rio Ave         | 1 – 0            | Santa Clara       |
| Pescadores      | 1 – 4            | Sporting Lisbona  |
| Freamunde       | 3 – 2 (dts)      | União Leiria      |

## Quinto turno
| Squadra 1        | Risultato        | Squadra 2         |
| ---------------- | ---------------- | ----------------- |
| Sporting Lisbona | 4 – 3            | Mafra             |
| Nacional         | 1 – 2            | Paços Ferreira    |
| Camacha          | 0 – 1            | Pinhalnovense     |
| Rio Ave          | 2 – 2 (4-2 dtr)  | Vitória Guimarães |
| Aliados Lordelo  | 0 – 1            | Naval             |
| Freamunde        | 1 – 3            | Braga             |
| Chaves           | 1 – 0            | Beira-Mar         |
| Belenenses       | 2 – 2 (9-10 dtr) | Porto             |

## Quarti di finale
| Squadra 1      | Risultato       | Squadra 2        |
| -------------- | --------------- | ---------------- |
| Porto          | 5 – 2           | Sporting Lisbona |
| Pinhalnovense  | 1 – 3           | Naval            |
| Braga          | 0 – 0 (5-6 dtr) | Rio Ave          |
| Paços Ferreira | 1 – 2           | Chaves           |

## Semifinali
| Squadra 1 | Totale | Squadra 2 | Andata | Ritorno |
| --------- | ------ | --------- | ------ | ------- |
| Chaves    | 3 - 1  | Naval     | 1 – 0  | 2 – 1   |
| Rio Ave   | 1 – 7  | Porto     | 1 – 3  | 0 – 4   |

## Finale
La finale si è disputa in gara unica allo Stadio Nazionale di Jamor di Oeiras il 16 maggio.
| Arbitro: | Pedro Proença |

|              |           |                       |
| Clemente 85’ | Marcatori | 13’ Guarín 23’ Falcao |

| Chaves | Porto |

### Formazioni
| Chaves          |    |                   |            |     |
|                 |    |                   |            |     |
| POR             | 78 | Rui Rêgo          |            |     |
| TD              | 2  | Danilo            | 25’        |     |
| DC              | 4  | Ricardo Rocha ()  | 40’, 90+2’ |     |
| DC              | 30 | Lameirão          |            |     |
| TS              | 23 | Eduardo           | 42’        |     |
| CEN             | 26 | Siaka Bamba       |            |     |
| CC              | 14 | Vítor Castanheira |            | 61’ |
| CC              | 18 | Bruno Magalhães   | 18’        |     |
| AD              | 20 | Edu Machado       |            |     |
| AS              | 11 | Samson Joseph     |            | 61’ |
| ATT             | 21 | Mbaye Diop        |            | 80’ |
| A disposizione: |    |                   |            |     |
| POR             | 48 | Daniel Casaleiro  |            |     |
| DIF             | 44 | Heslley           |            |     |
| CEN             | 8  | Flávio Igor       |            | 61’ |
| CEN             | 77 | João Fernandes    |            |     |
| ATT             | 89 | Diego Vicente     |            | 61’ |
| ATT             | 7  | Vítor Silva       |            |     |
| ATT             | 15 | Paulo Clemente    |            | 80’ |
| Allenatore:     |    |                   |            |     |
| Tulipa          |    |                   |            |     |

| Porto             |    |                    |            |     |
|                   |    |                    |            |     |
| POR               | 1  | Helton             |            |     |
| TD                | 22 | Miguel Lopes       |            | 62’ |
| DC                | 2  | Bruno Alves ()     | 12’, 90+4’ |     |
| DC                | 14 | Rolando            |            |     |
| TS                | 15 | Álvaro Pereira     |            |     |
| CEN               | 25 | Fernando           |            |     |
| CC                | 3  | Raul Meireles      |            | 45’ |
| CC                | 7  | Fernando Belluschi |            |     |
| TRQ               | 6  | Fredy Guarín       |            | 72’ |
| ATT               | 9  | Radamel Falcao     |            |     |
| ATT               | 12 | Hulk               |            |     |
| A disposizione:   |    |                    |            |     |
| POR               | 24 | Beto               |            |     |
| DIF               | 16 | Maicon             |            |     |
| DF                | 23 | David Addy         |            |     |
| CEN               | 8  | Diego Valeri       |            | 72’ |
| CEN               | 10 | Cristian Rodríguez |            | 62’ |
| CEN               | 20 | Tomás Costa        |            | 46’ |
| ATT               | 19 | Ernesto Farías     |            |     |
| Allenatore:       |    |                    |            |     |
| Jesualdo Ferreira |    |                    |            |     |